# Thomisus tetricus
Thomisus tetricus är en spindelart som beskrevs av Simon 1890. Thomisus tetricus ingår i släktet Thomisus och familjen krabbspindlar. Inga underarter finns listade i Catalogue of Life.